# 胜金口组
胜金口组是位于中国新疆鄯善县、奇台县的上侏罗世至下白垩世地层，1956年由新疆石油管理局地质调查处56/56队夏公君等命名。该地层以灰绿、黄绿色泥岩、砂质泥岩为主，间夹同样颜色的砂岩、泥质粉砂岩等。